# 九龍巴士85線
九龍巴士85線是香港一條巴士路線，來往新界沙田區火炭駿洋邨及九龍城碼頭。

## 歷史
- 1980年11月1日：本線開辦，來往大圍與九龍城碼頭。
- 1983年8月7日：改經紅梅谷路、車公廟路，以及途經九龍漆咸道北。
- 1987年4月21日：沙田區總站由大圍延長至火炭（山尾街），並改經紅梅谷路前往大圍。
- 1996年11月11日：增派空調巴士行走。
- 2006年5月25日：改為全線空調服務。
- 2015年8月3日：九龍城碼頭首班車提早至06:25開出，同日起調整班次[1]。
- 2015年9月5日：增設到站時間預報。[2]
- 2022年1月2日：往火炭方向取消馬頭圍道「江西街」站，改停漆咸道北「山西街」站。[3]
- 2024年2月18日：沙田區總站至火炭駿洋邨，不再途經山尾街。[4]

## 服務時間及班次
| 火炭駿洋邨開     | 火炭駿洋邨開 | 火炭駿洋邨開 | 九龍城碼頭開     | 九龍城碼頭開 | 九龍城碼頭開 |
| 日期             | 服務時間     | 班次（分鐘） | 日期             | 服務時間     | 班次（分鐘） |
| ---------------- | ------------ | ------------ | ---------------- | ------------ | ------------ |
| 星期一至五       | 05:40-08:00  | 20           | 星期一至五       | 06:25        | 06:25        |
| 星期一至五       | 08:00-09:40  | 25           | 星期一至五       | 06:50-09:30  | 20           |
| 星期一至五       | 09:40-15:00  | 20           | 星期一至五       | 09:30-12:00  | 25           |
| 星期一至五       | 15:00-21:40  | 25           | 星期一至五       | 12:00-18:00  | 20           |
| 星期一至五       | 21:40-23:10  | 30           | 星期一至五       | 18:00-23:00  | 25           |
|                  |              |              | 星期一至五       | 23:00-00:00  | 30           |
| 星期六           | 05:40-09:00  | 20           | 星期六           | 06:25        | 06:25        |
| 星期六           | 09:00-10:40  | 25           | 星期六           | 06:50-19:30  | 20           |
| 星期六           | 10:40-20:40  | 20           | 星期六           | 19:30-22:00  | 25           |
| 星期六           | 20:40-23:10  | 25           | 星期六           | 22:00-00:00  | 30           |
| 星期日及公眾假期 | 05:40-20:40  | 20           | 星期日及公眾假期 | 06:25-07:40  | 25           |
| 星期日及公眾假期 | 20:40-23:10  | 25           | 星期日及公眾假期 | 07:40-22:00  | 20           |
|                  |              |              | 星期日及公眾假期 | 22:00-00:00  | 30           |

## 收費
全程：$7.8
- 過獅子山隧道後往九龍城碼頭：$7.4
- 過獅子山隧道後往火炭駿洋邨：$6.7
- 沙田市中心往火炭駿洋邨：$5.2

| - 本線設有12歲以下小童及65歲或以上長者半價優惠。 - 65歲或以上香港居民使用「樂悠咭」，以及12歲以下合資格殘疾兒童使用「殘疾人士身份」個人八達通繳付車資，均可享有每程$2.0或半價（以較低者為準）的票價優惠；12至64歲合資格殘疾人士使用「殘疾人士身份」個人八達通（包括「樂悠咭」），以及60至64歲香港居民使用「樂悠咭」繳付車資，均可享有每程$2.0或全費（以較低者為準）的票價優惠。 - 65歲或以上長者如使用長者或一般個人八達通繳付車資，則只可享有半價優惠；12至64歲合資格殘疾人士如不使用「殘疾人士身份」個人八達通，以及60至64歲人士如不使用「樂悠咭」繳付車資，必須繳付全費。 - 乘客可以現金或八達通於上車時付款，不設找續。 - 每位成人乘客可免費攜帶最多兩名4歲以下而不佔座位的兒童乘客乘車，超額之4歲以下小童必須繳付小童車費乘車。 - 持有「九巴月票」之乘客在車票有效期內，每日可享最多10程任何九龍巴士及龍運巴士路線（包括本路線，以及聯營路線的九龍巴士／龍運巴士提供的班次；惟乘搭機場「A」及「NA」線則可享原價二七折優惠（不會計算每天10次合資格車程））；而B1線則每日可享最多各2程（不會計算每天10次合資格車程）。 - 九龍巴士、城巴、龍運巴士及陽光巴士全職員工及家屬（不包括外判職員）可免費乘搭本路線，惟必須拍職員或職員家屬八達通。 - 乘客亦可透過多元化電子支付系統（e度嘟）繳付車資，包括使用非接觸式VISA卡、JCB卡、萬事達卡、銀聯卡、美國運通、大來國際、Discover Card、Apple Pay、Google Pay、Samsung Pay、AlipayHK「易乘碼」、支付寶、WeChatHK／微信支付「搭車碼」、銀聯雲閃付「乘車碼」及BOC Pay「乘車碼」。乘客使用此付款方式，使用此支付方式的乘客可享有中途下車之分段收費，以及與其他九巴／龍運獨營路線或聯營線九巴／龍運班次之轉乘優惠，惟不適用於與非九巴／龍運路線之轉乘優惠，亦不能享有「公共交通費用補貼計劃」及「長者及合資格殘疾人士公共交通票價優惠計劃」。 |

### 八達通轉乘優惠
乘客登上本線後150分鐘內以同一張八達通卡轉乘以下路線，或從以下路線登車後150分鐘內以同一張八達通卡轉乘本線，次程可獲$4.2車資折扣優惠：
85←→沙田區路線
- 85往火炭 → 81K任何方向、82D往白石角、88K往駿景園、281往新田圍、283往美松苑、285往駿洋邨或288往水泉澳
- 81K任何方向、82D、281往大圍站、88K往顯徑或283/285/288往沙田市中心 → 85往九龍城碼頭

85←→17
- 85往九龍城碼頭 → 17往愛民
- 17往觀塘 → 85往火炭

| 第一程／第二程路線 | 第二程優惠車資              | 時限    |
| --- | --------------------------- | ------- |
| 72X、74A、80／80A／80P、80M、81C／281B／281X、 85、85A、85B、86、86A、86C、87B、87D／87E、 89、89B、270A／270C、271／271B／271P、281A | 成人：$4.2 小童／長者：$2.1 | 150分鐘 |

注意事項：

- 乘客可於各個可接駁第二程路線的巴士站轉車。
- 轉乘優惠不適用於轉乘同一路線或用"/"劃分的組別之路線。

官方網頁：請按此

## 使用車輛
在開辦本線初期用車主要是亞比安Viking VK41單層巴士（L）及利蘭珍寶/圓頂寶巴士（D），其後改用「雞」車利蘭勝利二型（G）為主力車隊，約在二十世紀八十年代後期改派都城嘉慕11米非空調巴士（S3M）掛帥。由1996年11月11日起，於行走本線使用丹尼士巨龍（AD）11米空調巴士行走。
現時本線使用8輛富豪B9TL 12米（AVBE），均屬沙田車廠。
| 車隊編號 | 車牌   |
| -------- | ------ |
| AVBE15   | MS5729 |
| AVBE22   | MT1951 |
| AVBE25   | MR2384 |
| AVBE28   | MU4857 |
| AVBE34   | MU6103 |
| AVBE56   | NA3596 |
| AVBE64   | NC5256 |
| AVBE96   | NA1127 |

## 行車路線
火炭駿洋邨開經：桂地街、火炭路、源禾路、担杆莆街、沙田正街、白鶴汀街、沙田正街、大埔公路、大圍道、美田路、紅梅谷路、獅子山隧道公路、獅子山隧道、窩打老道、聯合道、太子道西、馬頭涌道、馬頭圍道、浙江街、土瓜灣道及新碼頭街。
九龍城碼頭開經：新碼頭街、土瓜灣道、馬頭圍道、新柳街、漆咸道北、馬頭圍道、馬頭涌道、太子道西、聯合道、窩打老道、獅子山隧道、獅子山隧道公路、紅梅谷路、美田路、大埔公路、沙田正街、沙田市中心巴士總站、沙田正街、橫壆街、源禾路、火炭路及桂地街。

### 沿線車站

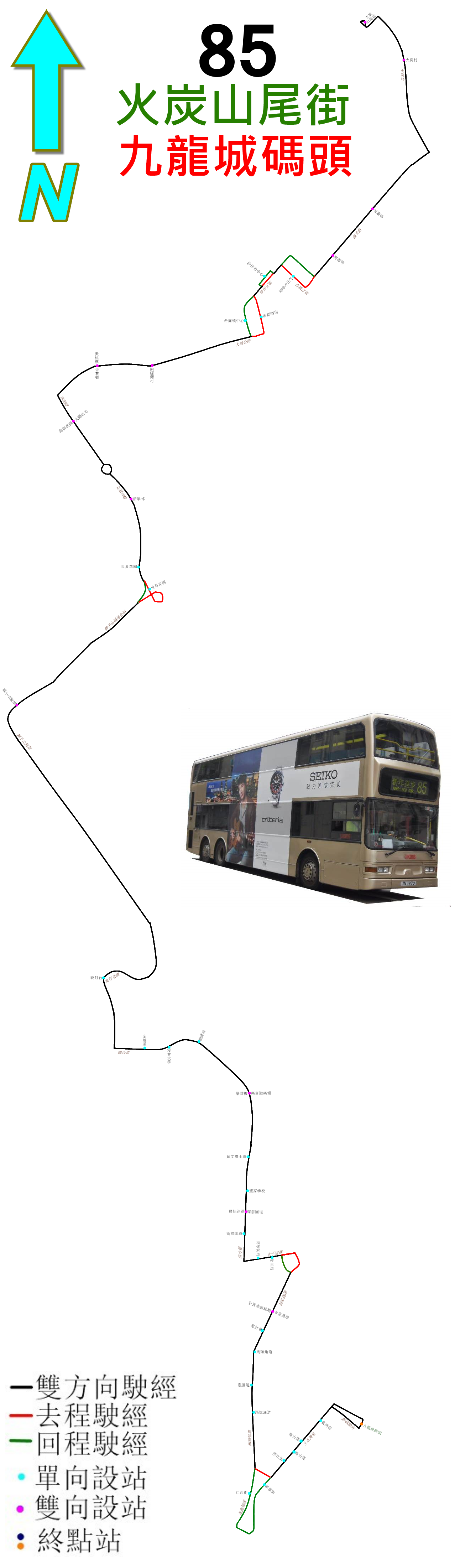
本線的走線圖

| 火炭駿洋邨開 | 火炭駿洋邨開           | 火炭駿洋邨開         | 九龍城碼頭開 | 九龍城碼頭開       | 九龍城碼頭開       |
| 序號         | 車站名稱               | 位置                 | 序號         | 車站名稱           | 位置               |
| ------------ | ---------------------- | -------------------- | ------------ | ------------------ | ------------------ |
| 1            | 火炭駿洋邨巴士總站     | 駿洋邨公共運輸交匯處 | 1            | 九龍城碼頭巴士總站 | 九龍城碼頭巴士總站 |
| 2            | 麵房街                 | 火炭路               | 2            | 貴州街             | 土瓜灣道           |
| 3            | 火炭村                 | 火炭路               | 3            | 落山道             | 土瓜灣道           |
| 4            | 禾輋邨                 | 源禾路               | 4            | 銀漢街             | 土瓜灣道           |
| 5            | 瀝源邨                 | 源禾路               | 5            | 山西街             | 漆咸道北           |
| 6            | 沙田大會堂             | 擔扞莆街             | 6            | 落山道             | 馬頭圍道           |
| 7            | 帝都酒店               | 白鶴汀街             | 7            | 農圃道             | 馬頭圍道           |
| 8            | 銅鑼灣村               | 大埔公路—大圍段      | 8            | 香港家庭計劃指導會 | 馬頭涌道           |
| 9            | 美林邨                 | 大埔公路—大圍段      | 9            | 亞皆老街球場       | 馬頭涌道           |
| 10           | 大圍街市               | 美田路               | 10           | 侯王道             | 太子道西           |
| 11           | 新翠邨                 | 紅梅谷路             | 11           | 衙前圍道           | 聯合道             |
| 12           | 世界花園               | 紅梅谷路             | 12           | 賈炳達道           | 聯合道             |
| 13           | 獅子山隧道             | 獅子山隧道公路       | 13           | 延文禮士道         | 聯合道             |
| 14           | 金城道                 | 聯合道               | 14           | 樂富邨樂謙樓       | 聯合道             |
| 15           | 富強苑                 | 聯合道               | 15           | 香港浸會大學       | 聯合道             |
| 16           | 樂富遊樂場             | 聯合道               | 16           | 映月臺             | 窩打老道           |
| 17           | 嘉諾撒聖家學校         | 聯合道               | 17           | 獅子山隧道         | 獅子山隧道公路     |
| 18           | 衙前圍道               | 聯合道               | 18           | 世界花園           | 紅梅谷路           |
| 19           | 福佬村道               | 太子道西             | 19           | 新翠邨             | 紅梅谷路           |
| 20           | 宋皇臺道               | 馬頭涌道             | 20           | 海福花園           | 美田路             |
| 21           | 馬頭角道               | 馬頭涌道             | 21           | 美林邨美桃樓       | 大埔公路—大圍段    |
| 22           | 馬坑涌道               | 馬頭圍道             | 22           | 銅鑼灣村           | 大埔公路—大圍段    |
| 23           | 浙江街                 | 土瓜灣道             | 23           | 希爾頓中心         | 沙田正街           |
| 24           | 落山道                 | 土瓜灣道             | 24           | 沙田市中心         | 沙田市中心巴士總站 |
| 25           | 九龍城碼頭巴士總站     | 九龍城碼頭巴士總站   | 25           | 瀝源邨             | 源禾路             |
|              |                        |                      | 26           | 禾輋邨             | 源禾路             |
| 27           | 火炭村                 | 火炭路               |              |                    |                    |
| 28           | 松頭下路               | 火炭路               |              |                    |                    |
| 29           | 火炭（駿洋邨）巴士總站 | 駿洋邨公共運輸交匯處 |              |                    |                    |

## 使用狀況
本路線乃火炭工業區、沙田市中心及大圍往來樂富、九龍城及土瓜灣的主要路線，且服務範圍甚廣（只有本城門河西區外全日線同時服務大圍、沙田、及火炭一帶），雖然港鐵觀塘綫延綫和屯馬綫一期相繼通車，但對本線影響不高，客量不俗。但屯馬線全線通車後，九龍城、馬頭圍也有鐵路行走，本線連同整個85系列客量均有所下跌，雖然此路線客量流失情況未及85B線般嚴重，但九巴仍然因應客量在2021年11月8日起削減本線班次。

## 第一代的85號線
第一代85號線為於1974年10月20日起開辦，來往大埔火車站（現稱大埔墟站）至鹿頸，祇於冬季假日行走，1978年10月1日起改稱74R（現已停辦）。

## 交通事故
- 1999年11月2日晚上9時30分，本線用車AV378（HN8007）由火炭開往九龍城，當駛至九龍塘聯合道與聯福道交界交通燈位時，撞斃一名正在橫過馬路的女護士。女子先被巴士撞倒，頭部繼而被車輪輾過，肇事巴士繼續衝前剷上行人路，掃毀十多呎鐵欄後，再衝約50呎至聯合道300號香港國際浸信會教堂，將門閘及花槽嚴重撞毀才停下。警方到場將女子送院搶救，惟至晚上9時56分證實不治[5]。

- 2008年3月4日晚上9時18分，本線用車3ASV141（JZ6467）由九龍城開往火炭，當駛至沙田紅梅谷路與田心街交界交通燈位時，與另一輛相同型號的雙層巴士相撞，意外共造成25人受傷。事發時，本線巴士正由紅梅谷路下斜至田心街交界，一輛沿上山方向前往顯徑的88K線巴士正在右轉入田心街，本線車長見狀緊急煞掣並扭軑避開，但右邊車頭仍與88K線巴士車頭相撞，馬路上留下一條10米長煞車胎痕，最終88K線巴士車長涉嫌危險駕駛被拘捕[6]。

## 外部連結
九巴
- 九龍巴士85線 （页面存档备份，存于）
- 九巴85線詳細時間表 （页面存档备份，存于）

其他
- 681巴士總站 （页面存档备份，存于）